# ناصر العولقي
ناصر العولقي (1946 – 28 سبتمبر 2021) أكاديمي وسياسي يمني. وهو والد أنور العولقي وجد عبد الرحمن العولقي اللذين قُتلا في غارات منفصلة لطائرات بدون طيار أمريكية. ناصر هو أيضا جد نوار العولقي التي قتلت في غارة أمريكية في اليمن عام 2017.
حصل ناصر على دكتوراه في جامعة نبراسكا. عمل بعد ذلك في جامعة مينيسوتا من 1975 إلى 1977. وكان ناصر عضوا بارزا في الحزب اليمني الحاكم آنذاك في عهد علي عبد الله صالح. وشغل منصب وزير الزراعة اليمني ورئيس جامعة صنعاء.
بعد وفاة نجله وحفيده، نشر ناصر رسالة صوتية مدتها ست دقائق تدين الولايات المتحدة بالقتل. وقال فيها عن الرئيس آنذاك باراك أوباما: «إنني أحث الشعب الأمريكي على تقديم القتلة إلى العدالة. أحثهم على فضح نفاق حائز على جائزة نوبل للسلام عام 2009!. بالنسبة للبعض قد يكون كذلك. أما بالنسبة لي ولعائلتي فهو ليس أكثر من قاتل أطفال».
زعم العولقي أن ابنه أنور كان بعيدًا عن أي ساحة معركة. وفي عام 2010 قال العولقي أيضًا إنه يعتقد أن أنور اتهم خطأً ولم يكن عضوًا في القاعدة. وفي يوم 29 يناير عام 2017، قُتِلت نورة العولقي، حفيدة ناصر البالغة من العمر 8 سنوات، كان من بين العديد من المدنيين قتلوا في غارة يكلا، التي أمر بها الرئيس دونالد ترامب. قال ناصر حينها: «أصيبت برصاصة في رقبتها وعانت لمدة ساعتين" ، "لماذا يقتلون الأطفال؟ هل هذه هي الإدارة الجديدة (الولايات المتحدة) - إنه أمر محزن للغاية، جريمة كبيرة».

## روابط خارجية
- "The Drone That Killed My Grandson". NYT. 17 يوليو 2013. مؤرشف من الأصل في 2020-05-31.